# Téléguidage
 (mai 2024).
Si vous disposez d'ouvrages ou d'articles de référence ou si vous connaissez des sites web de qualité traitant du thème abordé ici, merci de compléter l'article en donnant les références utiles à sa vérifiabilité et en les liant à la section « Notes et références ».

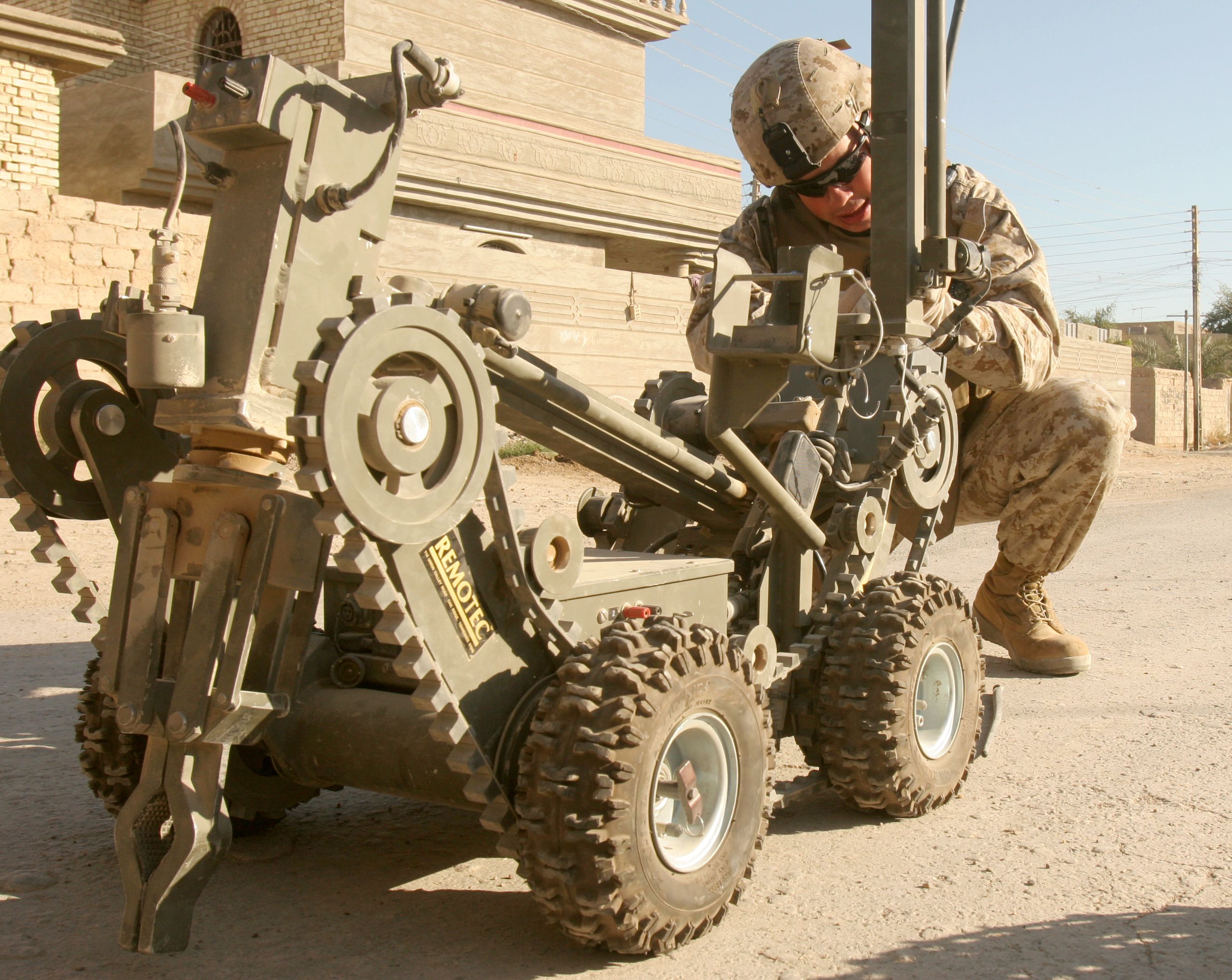
Un détonateur d'EEI contrôlé à distance, permettant de vérifier des engins potentiellement explosifs.

Le téléguidage, télécontrôle, télécommandement, téléopération ou opération à distance est la commande à distance d'un système ou d'une machine par fils, onde électromagnétique ou tout autre porteur des signaux de commande. Le mécanisme le plus connu de téléguidage est la télécommande des appareils audiovisuels. Elle est fréquemment associée à la robotique et aux robots mobiles, mais peut être appliquée à toute une gamme de circonstances dans lesquelles un appareil ou une machine est actionné à distance par une personne.
Le télécontrôle peut être effectuée en temps réel ou non, selon les circonstances, comme c'est le cas du Marsokhod.
Ce procédé s'oppose à l'autoguidage.

## Histoire
Depuis un siècle environ le filoguidage est utilisé pour des besoins militaires (ex. : missile), industriels ou de recherche (ex. : véhicule sous-marin téléopéré).
Le XIXe siècle a vu de nombreux inventeurs travailler sur des armes contrôlées à distance (les torpilles), comprenant des prototypes construits par John Louis Lay (1872), John Ericsson (1873), Victor von Scheliha (1873), et la première torpille guidée par câble, la torpille Brennan, brevetée par Louis Brennan en 1877,. En 1898, Nikola Tesla fait la démonstration d'un bateau télécommandé avec un système breveté de radiocommande, qu'il essaie de commercialiser auprès de l'armée américaine, qui refusera.
La téléopération entre maintenant dans l'industrie des loisirs avec les équipements de pilotage en immersion. Ces équipements, montés sur les voitures, les avions et les hélicoptères de modélisme renvoient un visuel à l'opérateur, permettant de contrôler le véhicule même lorsqu'il se trouve hors du champ de vision de l'opérateur.

## Procédés

### Filoguidage
Le filoguidage est une méthode de transmission d'information ou de contrôle et de manœuvre d'objets à distance, peu à peu remplacée par le radioguidage.

### Radioguidage
Le radioguidage utilise un guidage par ondes électromagnétiques de type ondes radio.
- Problème : Pour qu'une commande à distance (TC) soit efficace, elle doit être encapsulée dans un format prescrit (qui peut suivre une structure standard), et modulée sur une onde porteuse qui est ensuite transmise au système distant avec la puissance appropriée.
- Réception : Le système contrôlé doit décoder le signal numérique de l'onde porteuse, puis décoder la télécommande (TC), et l'exécuter. L'onde porteuse peut être envoyée sur un milieu ultrasonore, électromagnétique, infrarouge, par fil ou par des autres moyens.

Pour empêcher tout accès non autorisé à un système distant, on peut utiliser un certain type de cryptage ou un secret Clé partagée.

## Exemples d'utilisation
Il existe plusieurs types de systèmes particuliers qui sont souvent contrôlés à distance :
- les systèmes de divertissement (les téléviseurs, les magnétoscopes, les lecteurs de DVD, etc.) sont souvent contrôlés à distance via une télécommande ;
- les machines industrielles sont souvent commandées à distance, en particulier dans les environnements dangereux comme lors de la construction de la nouvelle arche de Tchernobyl, ou encore la suppression de débris après des glissements de terrain dangereux[5] ;
- les véhicules téléguidés sont très utilisés dans les environnements dangereux (environnements radioactifs ou contaminés, champs de mines, océans profonds) ;
- les drones sont des véhicules aériens contrôlés à distance (ou autonomes) ;
- la chirurgie à distance ;
- Contrôle d'un satellite à partir d'une station au sol ;
- Contrôle d'un astromobile à partir d'une station au sol ;
- Contrôle des télescopes robotisés (La Sagra de l'Observatoire astronomique de Majorque)[6].

### Avions, drones
Le téléguidage est utilisé pour le pilotage à distance d'avions miniatures ou d'engins mobiles de toutes sortes, comme les drones militaires d'observation et d'attaque.
La police et les secouristes civils possèdent aussi des engins téléguidés pour observer des lieux dangereux et/ou peu accessibles aux humains.

### Guidage de missile
Le téléguidage peut être utilisé dans le cas d’une cible fixe ou lente, visible par le tireur (ex. :missiles antichars).

### Téléopération de véhicules autonomes
La téléopération de véhicules autonomes est la capacité de conduire ou d'assister à distance une voiture autonome. De nombreuses sociétés de véhicules autonomes prévoient d'intégrer la téléopération au développement des voitures autonomes. Des exemples d'entreprises ayant déclaré qu'elles déploieraient ou déployaient déjà des solutions de téléopération incluent Voyage.auto, Denso, Waymo, GM Cruise, Aptiv, Zoox .